# Márta Rudasová
Márta Antal-Rudasová (14. února 1937 Debrecín – 6. června 2017 Budapešť) byla maďarská oštěpařka. Soutěžila na třech olympiádách a to v roce 1960, 1964 a 1968 a skončila na devátém, druhém a čtvrtém místě.